# Pascal Rakotomavo
Pascal Joseph Rakotomavo (* 1. April 1934 in Antananarivo; † 14. Dezember 2010 in Réunion) war ein madagassischer Politiker.

## Biografie
Rakotomavo wurde zunächst 1982 Finanzminister im Kabinett von Premierminister Désiré Rakotoarijaona und bekleidete dieses Amt auch unter dessen Nachfolger Victor Ramahatra bis 1989.
Am 21. Februar 1997 ernannte ihn Präsident Didier Ratsiraka schließlich selbst zum Premierminister und damit zum Nachfolger von Norbert Ratsirahonana. Seinem Kabinett, das er am 27. Februar 1997 vorstellte, gehörten unter anderem Herizo Razafimahaleo als Außenminister, Tantely Andrianarivo als Wirtschafts- und Finanzminister sowie Oberst Jean-Jacques Rasolondraibe als Innenminister an. Das Amt des Premierministers bekleidete Rakotomavo bis zu seiner Ablösung durch Tantely Andrianarivo am 23. Juli 1998.
Am 12. Juni 2001 wurde er schließlich zum ersten Gouverneur der Provinz Antananarivo und hatte diese Funktion bis zum 28. Februar 2002 inne.